# Лапьер, Жан (дирижёр)
Жан Лапьер (фр. Jean Lapierre; 1922, Шательро — 2014) — французский кларнетист и дирижёр.
Сын страхового агента и тапёрши. Занимался музыкой с четырёхлетнего возраста, окончил консерваторию в Анже по классу кларнета, играл в оркестре Алжирского радио. Затем изучал дирижирование в Парижской консерватории, окончил курс в 1955 году, ученик Луи Фуретье. В 1957 году выиграл Безансонский международный конкурс молодых дирижёров.
Работал хормейстером в Большом театре Бордо, руководил оркестрами в Безансоне и Ренне. С 1962 г. работал в Ницце, дирижируя как оперными и балетными спектаклями, так и концертами муниципального оркестра. В 1968—1983 гг. также профессор камерного ансамбля в консерватории Ниццы.
Опубликовал книгу воспоминаний «Струна ми» (фр. La corde de mi; 2012).